# Margaret A. Zahn
Margaret A. Zahn ist eine US-amerikanische Soziologin und Kriminologin. Sie ist emeritierte Professorin an der North Carolina State University. 1998 amtierte sie als Präsidentin der American Society of Criminology (ASC). Ihre Lehr- und Forschungsinteressen sind Gewalt, Terrorismus sowie Gender und Delinquenz.
Zahn machte ihren Bachelor-Abschluss (Sozialpolitik) an der Ohio State University, wo sie im Fach Soziologie 1964 auch ihr Master-Examen machte und 1969 zur Ph.D. promoviert wurde. Danach war sie im Wechsel für staatliche Justizorganisationen und an Hochschulen (darunter als Soziologieprofessorin an der Northern Arizona University) tätig, bis sie 1995 als Professorin an die North Carolina State University kam.

## Schriften (Auswahl)
- The delinquent girl. Temple University Press, Philadelphia 2008.
- Violence. From theory to research. LexisNexis Anderson Pub., Newark 2004.